# British Rail Class 466
British Rail Class 466 "Networker" – typ elektrycznych zespołów trakcyjnych produkowanych w latach 1993-1994 przez firmę BREL. Łącznie zbudowano 43 składy. Obecnie jedynym eksploatującym je przewoźnikiem jest firma Southeastern, która korzysta z nich na zasadzie leasingu, zaś ich właścicielem jest wyspecjalizowana w usługach finansowych dla sektora kolejowego firma Angel Trains. 

## Linki zewnętrzne

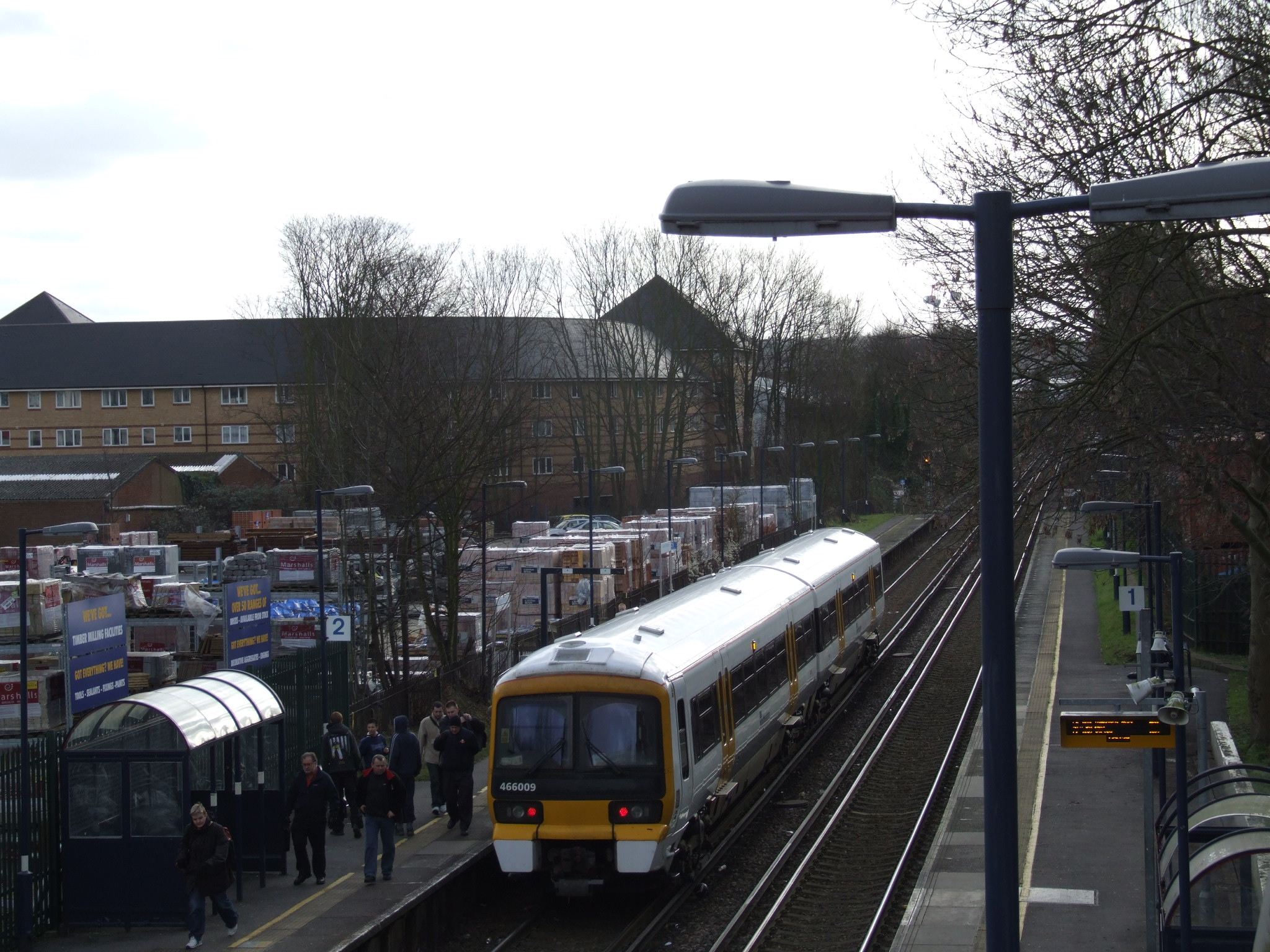